# Olympische Sommerspiele 2024/Teilnehmer (Mongolei)
| Gelbes Symbol für Goldmedaillen mit stilisierten Olympischen Ringen | Graues Symbol für Silbermedaillen mit stilisierten Olympischen Ringen | Braundes Symbol für Bronzemedaillen mit stilisierten Olympischen Ringen |
| ------------------------------------------------------------------- | --------------------------------------------------------------------- | ----------------------------------------------------------------------- |
| —                                                                   | 1                                                                     | —                                                                       |

Die Mongolei nahm an den Olympischen Spielen 2024 vom 26. Juli bis zum 11. August 2024 in Paris mit 32 Athleten teil. Es war die insgesamt 15. Teilnahme an Olympischen Sommerspielen.

## Medaillen

### Medaillenspiegel
| Rang   | Sportart | Gold | Silber | Bronze | Gesamt |
| ------ | -------- | ---- | ------ | ------ | ------ |
| Silber |          |      |        |        |        |
| 1      | Judo     | –    | 1      | –      | 1      |

### Medaillengewinner
| Name/n                     | Sportart | Wettkampf          |
| -------------------------- | -------- | ------------------ |
| Silber                     |          |                    |
| Bawuudordschiin Baasanchüü | Judo     | Superleichtgewicht |

## Teilnehmer nach Sportarten

### Bogenschießen
| Athleten                  | Wettbewerb | Qualifikation | Qualifikation | 1. Runde  | 1. Runde | 2. Runde      | 2. Runde      | Achtelfinale  | Achtelfinale  | Viertelfinale | Viertelfinale | Halbfinale    | Halbfinale    | Finale / Platz 3 | Finale / Platz 3 | Rang |
| Athleten                  | Wettbewerb | Ringe         | Rang          | Gegner    | Ergebnis | Gegner        | Ergebnis      | Gegner        | Ergebnis      | Gegner        | Ergebnis      | Gegner        | Ergebnis      | Gegner           | Ergebnis         | Rang |
| ------------------------- | ---------- | ------------- | ------------- | --------- | -------- | ------------- | ------------- | ------------- | ------------- | ------------- | ------------- | ------------- | ------------- | ---------------- | ---------------- | ---- |
| Männer                    |            |               |               |           |          |               |               |               |               |               |               |               |               |                  |                  |      |
| Baatarchujagiin Otgonbold | Einzel     | 643           | 54            | M. Grande | 1:7      | ausgeschieden | ausgeschieden | ausgeschieden | ausgeschieden | ausgeschieden | ausgeschieden | ausgeschieden | ausgeschieden | ausgeschieden    | ausgeschieden    | 33   |

### Boxen
| Athleten                      | Wettbewerb       | 1. Runde    | 1. Runde | Achtelfinale  | Achtelfinale  | Viertelfinale | Viertelfinale | Halbfinale    | Halbfinale    | Finale        | Finale        | Rang |
| Athleten                      | Wettbewerb       | Gegner      | Ergebnis | Gegner        | Ergebnis      | Gegner        | Ergebnis      | Gegner        | Ergebnis      | Gegner        | Ergebnis      | Rang |
| ----------------------------- | ---------------- | ----------- | -------- | ------------- | ------------- | ------------- | ------------- | ------------- | ------------- | ------------- | ------------- | ---- |
| Frauen                        |                  |             |          |               |               |               |               |               |               |               |               |      |
| Ojuuntsetsegiin Jesügen       | Klasse bis 50 kg | Í. Valencia | 0:5      | ausgeschieden | ausgeschieden | ausgeschieden | ausgeschieden | ausgeschieden | ausgeschieden | ausgeschieden | ausgeschieden | 17   |
| Mönchtsetsegiin Enchdschargal | Klasse bis 54 kg | S. Charaabi | 5:0      | L. Perijoc    | 4:1           | H. Akbaş      | 0:5           | ausgeschieden | ausgeschieden | ausgeschieden | ausgeschieden | 5    |

### Gewichtheben
| Athleten                        | Wettbewerb       | Reißen  | Reißen | Stoßen  | Stoßen | Zweikampf | Zweikampf | Rang |
| Athleten                        | Wettbewerb       | Gewicht | Rang   | Gewicht | Rang   | Gewicht   | Rang      | Rang |
| ------------------------------- | ---------------- | ------- | ------ | ------- | ------ | --------- | --------- | ---- |
| Frauen                          |                  |         |        |         |        |           |           |      |
| Mönchdschantsangiin Anchtsetseg | Klasse bis 81 kg | 100 kg  | 10     | 125 kg  | 10     | 225 kg    | 10        | 10   |

### Judo
| Athleten | Wettbewerb         | 1. Runde      | 1. Runde | Achtelfinale  | Achtelfinale  | Viertelfinale | Viertelfinale | Halbfinale / Trostrunde | Halbfinale / Trostrunde | Finale / Platz 3 | Finale / Platz 3 | Rang   |
| Athleten | Wettbewerb         | Gegner        | Ergebnis | Gegner        | Ergebnis      | Gegner        | Ergebnis      | Gegner                  | Ergebnis                | Gegner           | Ergebnis         | Rang   |
| --- | ------------------ | ------------- | -------- | ------------- | ------------- | ------------- | ------------- | ----------------------- | ----------------------- | ---------------- | ---------------- | ------ |
| Frauen |                    |               |          |               |               |               |               |                         |                         |                  |                  |        |
| Bawuudordschiin Baasanchüü | Klasse bis 48 kg   | K. Esposito   | 10s2:0s1 | K. Tanzer     | 10:0          | G. Narváez    | 10s1:0        | L. Martínez Abelenda    | 10s2:0s2                | N. Tsunoda       | 0s2:1s1          | Silber |
| Lchagwasürengiin Sosorbaram | Klasse bis 52 kg   | A. Toro       | 10s1:0s1 | R. Pupp       | 0s3:10s2      | ausgeschieden | ausgeschieden | ausgeschieden           | ausgeschieden           | ausgeschieden    | ausgeschieden    | 9      |
| Lchagwatogoogiin Enchriilen | Klasse bis 57 kg   | N. Gjakova    | 10s2:0s3 | P. Starke     | 11s2:1s3      | Huh M.-m.     | 0s2:1s1       | E. Liparteliani         | 0:10                    | ausgeschieden    | ausgeschieden    | 7      |
| Otgonbajaryn Chüslen | Klasse bis 78 kg   | V. Chalá      | 1:0      | I. Lanir      | 0:10          | ausgeschieden | ausgeschieden | ausgeschieden           | ausgeschieden           | ausgeschieden    | ausgeschieden    | 9      |
| Amarsaichany Adjjaasüren | Klasse über 78 kg  | K. Berlikasch | 10:0     | K. Özdemir    | 0:10          | ausgeschieden | ausgeschieden | ausgeschieden           | ausgeschieden           | ausgeschieden    | ausgeschieden    | 9      |
| Männer |                    |               |          |               |               |               |               |                         |                         |                  |                  |        |
| Enchtaiwany Ariunbold | Klasse bis 60 kg   | Y. Samy       | 10:0     | L. Mkheidze   | 0s2:10s1      | ausgeschieden | ausgeschieden | ausgeschieden           | ausgeschieden           | ausgeschieden    | ausgeschieden    | 9      |
| Jondonperenlein Baschüü | Klasse bis 66 kg   | Freilos       | Freilos  | B. Jadow      | 10s1:0        | W. Lima       | 0s2:1s2       | W. Khyar                | 0s1:1s1                 | ausgeschieden    | ausgeschieden    | 7      |
| Batdsajaagiin Erdenebajar | Klasse bis 73 kg   | N. Stump      | 1s2:0    | S. Cases      | 1s2:0s1       | A. Osmanov    | 0s3:10s1      | S. Hashimoto            | 0s4:10                  | ausgeschieden    | ausgeschieden    | 7      |
| Batchujagiin Gontschigsüren | Klasse bis 100 kg  | P. Paltchik   | 0:10     | ausgeschieden | ausgeschieden | ausgeschieden | ausgeschieden | ausgeschieden           | ausgeschieden           | ausgeschieden    | ausgeschieden    | 17     |
| Odchüügiin Tsetsentsengel | Klasse über 100 kg | E. Abramov    | 0:1      | ausgeschieden | ausgeschieden | ausgeschieden | ausgeschieden | ausgeschieden           | ausgeschieden           | ausgeschieden    | ausgeschieden    | 17     |
| Mixed |                    |               |          |               |               |               |               |                         |                         |                  |                  |        |
| Lchagwasürengiin Sosorbaram Batchujagiin Gontschigsüren Jondonperenlein Baschüü Batdsajaagiin Erdenebajar Lchagwatogoogiin Enchriilen Amarsaichany Adjjaasüren | Mixed Team         | Israel        | 3:4      | ausgeschieden | ausgeschieden | ausgeschieden | ausgeschieden | ausgeschieden           | ausgeschieden           | ausgeschieden    | ausgeschieden    | 17     |

### Leichtathletik
Laufen und Gehen
| Athleten                     | Wettbewerb | Vorlauf | Vorlauf | Halbfinale | Halbfinale | Finale    | Finale | Rang |
| Athleten                     | Wettbewerb | Zeit    | Rang    | Zeit       | Rang       | Zeit      | Rang   | Rang |
| ---------------------------- | ---------- | ------- | ------- | ---------- | ---------- | --------- | ------ | ---- |
| Frauen                       |            |         |         |            |            |           |        |      |
| Bajartsogtyn Mönchdsajaa     | Marathon   | —       | —       | —          | —          | 2:33:27 h | 48     | 48   |
| Galbadrachyn Chischigsaichan | Marathon   | —       | —       | —          | —          | 2:33:26 h | 47     | 47   |
| Männer                       |            |         |         |            |            |           |        |      |
| Bat-Otschiryn Ser-Od         | Marathon   | —       | —       | —          | —          | 2:42:33 h | 71     | 71   |

### Radsport

#### Straße
| Athleten                      | Wettbewerb       | Zeit         | Rang |
| ----------------------------- | ---------------- | ------------ | ---- |
| Männer                        |                  |              |      |
| Sainbajaryn Dschambaldschamts | Straßenrennen    | 6:28:31 h    | 57   |
| Sainbajaryn Dschambaldschamts | Einzelzeitfahren | 40:19,93 min | 28   |

### Ringen

#### Freier Stil
Legende: G = Gewonnen, V = Verloren, S = Schultersieg
| Athleten                      | Wettbewerb        | Achtelfinale       | Achtelfinale | Viertelfinale        | Viertelfinale | Halbfinale     | Halbfinale    | Hoffnungsrunde Halbfinale | Hoffnungsrunde Halbfinale | Hoffnungsrunde Finale | Hoffnungsrunde Finale | Finale        | Finale        | Rang |
| Athleten                      | Wettbewerb        | Gegner             | Ergebnis     | Gegner               | Ergebnis      | Gegner         | Ergebnis      | Gegner                    | Ergebnis                  | Gegner                | Ergebnis              | Gegner        | Ergebnis      | Rang |
| ----------------------------- | ----------------- | ------------------ | ------------ | -------------------- | ------------- | -------------- | ------------- | ------------------------- | ------------------------- | --------------------- | --------------------- | ------------- | ------------- | ---- |
| Frauen                        |                   |                    |              |                      |               |                |               |                           |                           |                       |                       |               |               |      |
| Dolgordschawyn Otgondschargal | Klasse bis 50 kg  | E. Liuzzi          | w.o.         | M. Stadnik           | G 4:4         | S. Hildebrandt | V 0:5         | ―                         | ―                         | Feng Z.               | V 4:6                 | ausgeschieden | ausgeschieden | 5    |
| Batchujagiin Chulan           | Klasse bis 53 kg  | C. Ogunsanya       | G 3:1        | A. Fujinami          | V 2:8         | ausgeschieden  | ausgeschieden | D. Parrish                | G 10:4                    | Pang Q.               | V 2:6                 | ausgeschieden | ausgeschieden | 5    |
| Boldsaichany Chongordsul      | Klasse bis 57 kg  | Hong K.            | V 12:16      | ausgeschieden        | ausgeschieden | ausgeschieden  | ausgeschieden | ausgeschieden             | ausgeschieden             | ausgeschieden         | ausgeschieden         | ausgeschieden | ausgeschieden | 11   |
| Pürewdordschiin Orchon        | Klasse bis 62 kg  | I. Koljadenko      | V 7:8        | ausgeschieden        | ausgeschieden | ausgeschieden  | ausgeschieden | B. Dudowa                 | G 3:1                     | A. Tynybekowa         | V 6:6                 | ausgeschieden | ausgeschieden | 5    |
| Enchsaichany Delgermaa        | Klasse bis 68 kg  | M. Dschumanasarowa | V 3:8        | ausgeschieden        | ausgeschieden | ausgeschieden  | ausgeschieden | N. Ozaki                  | V 0:6                     | ausgeschieden         | ausgeschieden         | ausgeschieden | ausgeschieden | 13   |
| Ench-Amaryn Dawaanasan        | Klasse bis 76 kg  | H. Rueben          | G 5:2        | T. Rentería          | V 3:6         | ausgeschieden  | ausgeschieden | ausgeschieden             | ausgeschieden             | ausgeschieden         | ausgeschieden         | ausgeschieden | ausgeschieden | 9    |
| Männer                        |                   |                    |              |                      |               |                |               |                           |                           |                       |                       |               |               |      |
| Tömör-Otschiryn Tulga         | Klasse bis 65 kg  | A. Valdés          | G 5:0        | W. Tewanjan          | G 7:5         | K. Kiyooka     | V 1:5         | S. Rivera                 | V 9:10                    | ausgeschieden         | ausgeschieden         | ausgeschieden | ausgeschieden | 5    |
| Bjambasürengiin Bat-Erdene    | Klasse bis 86 kg  | O. Nurməhəmmədov   | V 2:11       | ausgeschieden        | ausgeschieden | ausgeschieden  | ausgeschieden | ausgeschieden             | ausgeschieden             | ausgeschieden         | ausgeschieden         | ausgeschieden | ausgeschieden | 12   |
| Mönchtöriin Lchagwagerel      | Klasse bis 125 kg | M. Parris          | G 10:5       | G. Meschwildischwili | V 2:12        | ausgeschieden  | ausgeschieden | R. Baran                  | V 3:9                     | ausgeschieden         | ausgeschieden         | ausgeschieden | ausgeschieden | 8    |

### Schießen
| Athleten                            | Wettbewerb                                 | Qualifikation   | Qualifikation | Finale          | Finale        | Rang |
| Athleten                            | Wettbewerb                                 | Ringe/ Scheiben | Rang          | Ringe/ Scheiben | Rang          | Rang |
| ----------------------------------- | ------------------------------------------ | --------------- | ------------- | --------------- | ------------- | ---- |
| Frauen                              |                                            |                 |               |                 |               |      |
| Ojuunbatyn Jesügen                  | 50 m Kleinkalibergewehr Dreistellungskampf | 589             | 4             | 407,6           | 7             | 7    |
| Ojuunbatyn Jesügen                  | 10 m Luftgewehr                            | 627,6           | 18            | ausgeschieden   | ausgeschieden | 18   |
| Männer                              |                                            |                 |               |                 |               |      |
| Enchtaiwany Dawaachüü               | 25 m Schnellfeuerpistole                   | 578             | 20            | ausgeschieden   | ausgeschieden | 20   |
| Enchtaiwany Dawaachüü               | 10 m Luftpistole                           | 578             | 7             | 115,7           | 8             | 8    |
| Njantain Bajaraa                    | 50 m Kleinkalibergewehr Dreistellungskampf | 584             | 30            | ausgeschieden   | ausgeschieden | 30   |
| Njantain Bajaraa                    | 10 m Luftgewehr                            | 627,0           | 29            | ausgeschieden   | ausgeschieden | 29   |
| Mixed                               |                                            |                 |               |                 |               |      |
| Ojuunbatyn Jesügen Njantain Bajaraa | 10 m Luftgewehr Mannschaft                 | 625,4           | 16            | ausgeschieden   | ausgeschieden | 16   |

### Schwimmen
| Athleten               | Wettbewerb     | Vorlauf     | Vorlauf | Halbfinale    | Halbfinale    | Finale        | Finale        | Rang |
| Athleten               | Wettbewerb     | Zeit        | Rang    | Zeit          | Rang          | Zeit          | Rang          | Rang |
| ---------------------- | -------------- | ----------- | ------- | ------------- | ------------- | ------------- | ------------- | ---- |
| Frauen                 |                |             |         |               |               |               |               |      |
| Batbajaryn Enchchüslen | 200 m Freistil | 1:59,94 min | 18      | ausgeschieden | ausgeschieden | ausgeschieden | ausgeschieden | 18   |
| Männer                 |                |             |         |               |               |               |               |      |
| Batbajaryn Enchtamir   | 100 m Freistil | 50,81 s     | 50      | ausgeschieden | ausgeschieden | ausgeschieden | ausgeschieden | 50   |